# ASCETIC
ASCETIC es un acrónimo para Agony-based Cancer Evolution Inference y fue desarrollado en 2023 por un grupo de investigadores en Italia. Es una serie de algoritmos que se basan en que, en la mayoría de los casos, existe un ordenamiento consistente de mutaciones driver encargadas de la progresión tumoral en multitud de pacientes. 

## Introducción
El desarrollo tumoral involucra mutaciones en diversas poblaciones celulares, causando alteraciones aleatorias tanto a nivel epigenético como a nivel genético. Estas alteraciones se pueden clasificar en mutaciones driver, las cuales están involucradas en proliferación, supervivencia, invasión y metástasis de las células neoplásicas, por lo que confieren una ventaja; y las mutaciones passengers, que son consideradas como neutras, ya que no confieren ninguna ventaja. Se han detectado firmas evolutivas, que son repeticiones de mutaciones driver o las trayectorias de su adquisición en pacientes que han tenido prognosis similar, por lo que se pueden usar estos patrones de tipo Single Nucleotide Variant (SNV) para predecir prognosis de un paciente e incluso para estratificar o clasificar el subtipo tumoral que tiene el paciente. En este marco de investigación se desarrolló un algoritmo basado en modelos estadísticos para poder procesar información genética de pacientes y poder ofrecer una visión más precisa de su proceso tumoral.

## ASCETIC
ASCETIC puede procesar información de diferentes tipos de secuenciación, como secuenciación masiva, single cell, entre otros. Además, se evaluó frente al algoritmo CAPRI usando datasets sintéticos generados por el mismo grupo de investigación con diferentes niveles y modelos de ruido, semejando también diferentes fuentes de los datasets, para evaluar su precisión, eficiencia, sensibilidad y especificidad. Los resultados demostraron que ASCETIC supera otros métodos en todos los aspectos, teniendo un rendimiento bastante estable. Además, el hecho de que no solo indique el nivel de riesgo, si no que tenga un pre-ordenamiento de los patrones es la característica base para que ASCETIC entregue modelos de evolución de cáncer generales, precisos y confiables.
Este ordenamiento de mutaciones driver podría no ser único y podría confundirse con subtipos cancerígenos heterogéneos dentro del dataset de un tumor. Es por esto por lo que ASCETIC aborda este problema en tres partes. En la primera parte, el algoritmo aprovecha los modelos evolutivos obtenidos en la fase de preprocesamiento. Es decir, que, al ser capaz de procesar información en varias resoluciones, se pre-procesa la información dependiendo del input que se tenga. Después, se generan perfiles mutacionales y así un modelo temporal de la evolución de cada paciente individualmente. Para secuenciación masiva, se hace desde fracciones de células de cáncer, para después obtener un poset, o set parcialmente ordenado, para las mutaciones driver observadas en cada paciente. Para información de secuenciación en regiones múltiples y single-cell, ASCETIC aprovecha enfoques filogenéticos para analizar información de cáncer y así generar un árbol mutacional por paciente. Estos perfiles mutacionales y modelos evolutivos son el input para los siguientes pasos.  
Esta información del preprocesamiento se utiliza entonces para construir un ranking derivado de la agonía de las mutaciones driver consideradas y así obtener un ordenamiento temporal de ellas. En la segunda parte, se utiliza la teoría de causalidad probabilística para seleccionar modelos, lo cual nos regresa una red bayesiana única que recapitula las trayectorias evolutivas, es decir, los ordenamientos de mutaciones driver para ese tipo de cáncer. En la tercera parte, ASCETIC usa los patrones identificados como elementos para una regresión COX regularizada para la información de supervivencia. Este paso nos permite dividir y juntar en clusters a las muestras en diferentes niveles de riesgo, además de decirnos su prevalencia dentro del cluster. Es así como ASCETIC puede identificar patrones de co-ocurrencia de mutaciones driver, o la firma evolutiva, y así identificar la prognosis para cualquier subtipo de cáncer. Este último paso es lo que separa a ASCETIC de otros algoritmos existentes para la predicción de evolución de cáncer. 

## Validación
Se validó el método con datasets masivos de gliomas de tres diferentes estudios: GLASS con 222 pacientes, MSK con 924 pacientes y TCGA con 1122 pacientes. Los gliomas se pueden clasificar en tres subtipos moleculares: G-CIMP que tiene mutados genes como IDH1/2, TP53 y ATRX; IDH mutado, con mutaciones en IDH1/2, CIC y FUBP1, además de co-deleción cromosómica en 1p/19q; IDH1/2 wildtype (wt), caracterizado por mutaciones en TP53, EGFR y PTEN. G-CIMP e IDH1/2 mutante se observan en gliomas de bajo grado y se asocian con prognosis favorable. IDH1/2 wt se observan más en glioblastomas y se asocian con prognosis desfavorable. Con esta información, se corrió el programa para los tres datasets mencionados anteriormente y ASCETIC identificó con éxito tres firmas evolutivas de SNV para cada subtipo asociado a ellas, además de exhibir también los resultados de prognosis esperados para cada patrón y subtipo.

## Neoplasias Mieloides
Se validó ASCETIC con información experimental de un dataset de secuenciación single-cell para enfermedades mieloides. El dataset incluía perfiles mutacionales de 146 muestras de 123 pacientes diferentes, dentro de las cuales destacaban las muestras de leucemia mieloide aguda (AML). Esta información se verificó con publicaciones y se observó una buena correlación de los resultados, demostrando que ASCETIC puede predecir con confianza las trayectorias mutacionales de información desde single-cell y construir modelos de evolución de enfermedad por neoplasias mieloides. Se obtuvieron cuatro firmas evolutivas de SNV, o cuatro clusters, con diferentes tasas de supervivencia entre ellos.
- Primero hay alteraciones en IDH1/2, RAD21, DNMT3A y KIT, y posteriormente en TET2. Este grupo se relacionó con un mejor pronóstico.[14]
- Caracterizado por mutaciones iniciales en genes IDH1/2, que luego alteran DNMT3A, y esto confiere un riesgo intermedio. Algunos de estos pacientes adquieren también mutaciones en NRAS. La evolución de mutación secundaria de DNMT3A a TET2 al parecer influencia negativamente la prognosis de AML.[15]
- Esta involucra una trayectoria clara entre NPM1 y FLT2 y se asocia con prognosis pobre. Además, se ven pacientes con mutaciones en STAG2 lo cual también se asocia con prognosis pobre, aunque no haya una evolución hacia FLT2.[15][16]
- Por último, en el cluster 4 se observan mutaciones sobre todo en TP53, U2AF1 y PHF6, lo cual se asocia con un pronóstico adverso, tanto detectado por ASCETIC como lo que está descrito en la literatura.[17]

Esto demuestra la habilidad de ASCETIC de identificar con éxito subgrupos de pacientes con AML con distintos resultados de supervivencia basado en las firmas evolutivas de SNV.

## Cáncer de Pulmón No Microcítico
El cáncer de pulmón es de las causas de muerte relacionadas con cáncer más comunes en el mundo. Se pueden dividir en cáncer de pulmón no microcítico y cáncer de pulmón de células pequeñas. Se evaluó ASCETIC en tres tipos de cáncer: cáncer de pulmón no microcítico de etapa temprana, Adenocarcinoma metastásico de pulmón, y carcinoma metastásico escamo celular de pulmón.
Se analizó información del proyecto TRACERx de un total de 302 biopsias provenientes de 100 pacientes, y un total de 65,421 sustituciones somáticas. Se observó que la mutación temprana de MGA, FGFR1 y ATM confiere una prognosis favorable, mientras que mutaciones de WT1 y reguladores del ciclo celular como CCND1 y CDKN2A tienen una prognosis negativa. Se observó que la evolución de CDKN2A a CYLD tiene un efecto desfavorable muy particular comparado con pacientes sin CYLD mutado.
Se analizaron 1176 pacientes del dataset MSK-MET y se identificaron tres subtipos de adenocarcinoma de pulmón basado en la firma evolutiva de SNV. Todos los grupos se caracterizan por una progresión de KRAS/TP53, aunque no está asociada significativamente con el resultado de un subtipo específico. Sin embargo, la convergencia de la ruta mutacional hacia mutaciones en RBM10 parece tener un mejor pronóstico contra las que mutan más tarde a SMARCA4. En el cluster 3, se observa también una prevalencia alta de mutaciones tempranas en KEAP1, lo cual anticipa un resultado negativo a menos de que esté seguida por una mutación en RBM10. En este caso, los del cluster dos no mostraron un patrón evolutivo específico aparte del KRAS/TP53, pero tienen un riesgo moderado, lo cual indica que hay otros eventos genéticos que toman lugar y no son considerados en este análisis.
En el caso de carcinoma metastásico escamo celular de pulmón, o LSCC, se analizaron datos mutacionales de 202 pacientes del dataset MSK-MET. Se obtuvieron 3 clusters con diferente índice de supervivencia. El primero involucro mutaciones en FAT1 y TP53 con evolución hacia ZFHX3 y se asoció con pronóstico mejor. En el cluster 3, se observó una progresión de CDKN2A, PTEN y NFE2L2 y la peor prognosis. Por último, en el cluster dos se observó una evolución de CDKN2A a TP53 y se asocia a riesgo medio.

## Datasets Masivos
Se aplicó ASCETIC a los datasets de Pan-Cáncer Atlas y MSK-MET considerando un total de más de 35,000 muestras de todos los tipos de cáncer. Se analizaron para cada tipo de cáncer la asociación con diferentes prognosis y alteraciones como las firmas evolutivas SNV observadas a través de los diferentes tipos. Se describen en detalle solamente para dos tipos de cáncer.
- Cáncer de Próstata: Es el segundo cáncer más común en hombres a nivel mundial. Se utilizaron 280 muestras de cáncer de próstata metastásico y se dividieron en 3 clusters por ASCETIC. Aunque todos tienen mutaciones en TP53, en el cluster 1 también se incluyen mutaciones interesantes como la trayectoria KMT2D-ZFHX3-MED12, siendo este cluster el de menor riesgo. El grupo con supervivencia media fue el cluster dos, y, por último, el de mayor riesgo es el cluster 3, con alteraciones subsecuentes de KMT2C, AR o CTNNB1.[34][35][36][37][38][39]
- Cáncer de Endometrio: Todos los clusters tuvieron en común un paso evolutivo a través de ARID1A, el cual es un gen supresor de tumores en cáncer endometrial, además de mutación en el gen CHD4, el cual no tiene aparente valor pronostico. Sin embargo, su evolución a PIK3CA confiere mejor prognosis en los clusters 1 y 2. En este caso, no hay una diferencia tan abismal entre clusters como en otros casos, aunque en el cluster 4, la evolución a CTCF confiere un muy mal pronóstico tal y como está descrito en la literatura.[40][41][42][43][44]

## Discusión
La acumulación de alteraciones y mutaciones driver pueden seguir una ruta repetida en diferentes pacientes con cáncer, por lo que es necesario detectar esas trayectorias para implementar respuestas terapéuticas adecuadas. Ser capaces de estratificar pacientes basándonos en su evolución molecular podría permitirnos predecir los pasos siguientes en la progresión de la enfermedad y así utilizar tratamientos óptimos y personalizados que anticipen las siguientes etapas de la evolución tumoral. Como se describió anteriormente, ASCETIC es una herramienta que ha sido validada con diferentes datasets, además de comparar los resultados con la literatura, y los resultados han sido favorables, confiriendo una eficiencia y precisión muy alta. Mientras que otros métodos computacionales para análisis de información relacionada con cáncer pueden estar influenciados por sesgo en las muestras o por problemas con ruido y resolución, ASCETIC utiliza métodos estadísticos avanzados para resolver esos problemas. Por último, ASCETIC en principio podría usar también cualquier evento ómico genérico como alteraciones en número de copia o modificaciones epigenéticas, siempre y cuando sean hereditarias durante la evolución del cáncer. Esto podría permitirnos realizar caracterizaciones de evolución tumoral que no sean centradas solamente en genómica.